# 정보 산업
정보 산업(情報産業)은 정보 집약 산업이다.

## 개요
컴퓨터의 입출력은 말할 나위도 없이 전기신호의 형식으로 하게 된다. 그래서 이것을 통신회선을 통하여 먼 곳에서 마음대로 호출하여 이용하는 것이 원리적으로 가능하다.
미국 ATT(미국전신전화회사)는 1957년부터 테이터폰이라 하는 모뎀과 전화기를 연결한 장치로서, 일반적인 공중전화회선을 통하여 데이터 신호를 송수(送受)하는 서비스를 개시하였다. 예를 들면 워싱턴에 있는 공중위생병원의 컴퓨터는 심전도(心電圖)를 해독하여, 이것을 미국내 어디서나 전회회선망을 이용할 수 있다. 또 벙커레모 회사에서는 주식정보를 컴퓨터에 넣어, 증권회사에서 문의하면 브라운관에서 증권시세를 표시하는 서비스를 하게 되어 있다. 또한 재판의 판례(判例)를 물으면, 프린터에 그 회답이 나오는 등의 서비스도 하는 예가 있다.
정보산업이란 무엇이냐에 관한 명확한 정의를 오늘날의 단계에서 내리기는 곤란하겠지만 그것이 컴퓨터와 통신선이 결부함으로써 이용된다는 전제 아래 이룩될 것임은 명확하다고 할 수 있다. 가까운 일본의 예를 들면 통산성에서는 1969년 8월에 정보산업에 관한 일반적인 의미의 내용을 발표한 바 있다. 그것은 이 산업의 기능을 종래와 같은 산업분류, 예를 들면 철강·기계·화학 같은 것과 병렬적으로 생각한다면 이해하기 어렵다. 지금까지의 산업분류법을 종적이라 하면 정보산업은 횡(橫)적인 것이라고 생각하면 알기 쉬울 것이다. 예컨대, 여행안내업은 오늘날 컴퓨터 없이는 성립할 수 없게 되어 있다. 이것을 정보산업이라고 하면 이해가 안되는 것도 아니다. 그런데 근자에는 양복의 종이본도 컴퓨터로 만드는 데 성공하였다. 머지않아 양복점에서도 컴퓨터로 본을 만들고, 그 본을 자기테이프로 보관하게 될 것으로 여겨진다. 그렇다고 해서 양복점을 정보산업의 하나로 다룬다면 반대하는 이도 나올 것이다. 이것은 정보라는 것의 본질을 생각한다면 이해할 수 있다. 컴퓨터에 의한 처리와 그 통신선은 이것이 이용되는 정보의 사용 목적에서 생각한다면 계획·관리·분석·검색 그 밖에 여러 가지 경우가 있고, 더구나 그 내용에는 제한이 없다. 즉 그것은 아직 사용하지 않은, 그림을 그리기 위한 캠퍼스 같은 것으로, 무엇이 거기에 그려질 것인가는 화가의 생각에 달려 있다. 이와 같이 생각하면 지금까지의 주로 물질의 가공이나 에너지의 이용처럼 그 목적이라든가, 다루기 위한 물질 같은 것으로 분류한 산업분류의 사고방식과 병렬적으로 이해하려는 것은 어려운 것이 당연하다고 할 수 있다.
종래의 분류에는 운수나 통신 같은 서비스 업무와 비교할 수도 있지 않겠느냐고 생각할지 모르지만 이것들과 비교할 때 현저한 차이가 있다. 그것은 소프트웨어와 시스템화의 문제이다. 지금까지의 생산기계나 수송기계는 당초 설계자가 생각한 기능을 충실히 다할 뿐으로 족하다. 그러나 컴퓨터는 넣는 프로그램에 따라 같은 기계라도 전혀 다른 기능을 발휘한다. 경리계산도 할 뿐 아니라 교육이나 또는 기술계산도 할 수 있다. 그리고 이것은 또 전체의 시스템 계획에 의해서 지금까지 없었던 전혀 새로운 효용을 실현한다. 따라서 이것은 수학여행에 버스를 이용하느냐, 철도편으로 가느냐의 정도 차이와는 전혀 차원이 다른 것으로, 소프트웨어 및 시스템이라는 무형의 경쟁이라고 할 수 있다. 미국에서는 그렇게 때문에 ‘컴퓨터 파워의 이용에 의한 산업’이라는 식으로 부르기도 한다. 그리고 그것이 오늘날의 사회기구에 주는 임펙트에는 측정할 수 없는 것이 예상되고 있다. 예를 들면, 어느 소매점에 있는 현금 등록기에 테이프 레코더가 달려 있어 하루 매상이 테이프에 녹음된다고 하자. 기록이 끝나면 점포를 닫은 뒤에 전화기로 컴퓨터를 호출하고 테이프를 재생하고, 전화선을 통해 보낸다. 컴퓨터는 그것을 기록하는 동시에 재고 부족이 된 상품을 조사해서 도매상에 부족분을 타이프라이터로 자동적으로 쳐보낸다. 도매상은 프린트 아웃된 내용을 보고, 즉시 트럭에 상품을 실어 다음날 그 상점에 보낸다. 한편 이 컴퓨터는 은행의 컴퓨터와 연결되어 있다. 그래서 월말에는 컴퓨터 간에 신호를 주고 받은 뒤에 결제된다. 이것이 캐시레스시대(Cashless 時代)의 양상이라 할 수 있다. 즉 각자의 예금(預金)이 컴퓨터 안에 들어 있으면 현금은 없어도 전기신호의 교환만으로 거래가 이루어지고 결제가 된다는 것이다. 이것은 지금까지의 경제학에 없었던 전혀 다른 유통매체이다. 또 증권의 매매를 위해 개발된 소형 브라운관이 말단에 달린 장치가 있다. 이것을 통신선에 연결하고, 누구나가 어디서나 매매할 수 있게 되었다. 이렇게 되면 증권거래소의 입회인은 필요 없고, 따라서 오랫동안 보아온 증권거래소의 형태는 전혀 달라질 것이다. 일본에서도 이미 시작되어 있지만 노동력 부족에 대응해서, 전국 어느 곳에서나 불러낼 수 있는 구직자와 고용을 원하는 측의 데이터뱅크가 있다. 이에 의해서 노동력의 유동성이 높아지고 누구나가 가장 적합한 직업을 얻기 위한 하나의 중요한 사회시설이 될 것이다. 더욱 주목되는 것은 교육·출판 등의 지식산업이다. 지금까지는 주로 인쇄물을 매체로 한 출판업에서는, 복사기술의 급속한 진보로 많은 문제의 발생이 예상된다. 교육분야에서는 프로그램 학습, 어학훈련 장치 등이 이미 실현되고, 미국의 뉴욕주에서는 1943년부터 정과(正科)로서 컴퓨터와 통신선의 이용에 의한 교육이 시작되었다. 이것은 간단히 말해서 개인교육의 부활이며, 종래의 학교교육의 양상을 크게 변화시킴과 동시에 성인교육의 방법으로서도 널리 보급될 것이 예상된다. 이와 같은 지식산업의 발전에 대해서는 특히 1967년의 유명한 미국 존슨 대통령의 교서를 언급할 필요가 있다. 그는 그 해 공공시설법의 시행에 즈음하여 지식의 네트워크를 만들 것을 선언했다. 그리고 이것에 의거하여, 교육방송을 실시하고, 특히 텔레비전 방송기를 실은 정지위성에 의한 후진국에의 지식원조의 준비를 시작했던 것이다. 다음에 정보산업의 규모와 그 장래에 대한 전망을 보면, 이것은 아직 새로운 단계의 산업인 만큼, 사람에 따라 의견이 서로 다르다. 그러나 미국에서는 1967년에, 이미 정보처리 및 그 관련 산업의 총매상은 GNP의 17%를 넘어섰으며 1970년대에 들어서서도 그 비중은 계속 커져가고 있다.

## 사회에 미치는 영향과 예상
정보산업이 사회에 기반을 구축하였을 때, 어떠한 사회변혁이 일어날 것인가를 정확히 예측하기한 어렵다.  그러나 여기서는 미국이나 기타 선진국의 예로 보아 예상되는 몇 가지를 소개하여 본다.  그 하나는 커뮤니케이션 시티라는 사고방식이다. 현재의 도시는 도로망 위에 도시가 성립되어 있다. 그러나 도시의 기능을 유지하기 위해 사람이나 물건이 이토록 격렬하게 움직여야 할 필요는 없지 않겠느냐는 반성을 전제로 한다.  이에 대해서 정보의 이동은 물질의 이동과 등가(等價)라는 견해가 있다. 지금까지처럼 수많은 도로에 둘러 싸인 도시 대신에, 컴퓨터와 통신망을 친 도시건설안이 구상되어 이미 미국의 캘리포니아 주에서는 그 준비가 진행되고 있다. 이것은 장래에 도시의 하나의 패턴이 될 것이다.
그런데 이러한 정보가 쉽사리 얻어지고, 또한 처리할 수 있는 사회가 실현되면 다음에 문제가 되는 것은 ‘국가’라는 개념의 변화이다. 정보를 주고 받는 것만으로 기업이 성립된다면, 기업(企業)의 소재지를 지구상의 가장 유리한 곳으로 옮길 수 있게 될 것이다. 이미 선박에 대해서는 리베리아에 선적을 둔다는 예도 있다.
정보의 이동에 대해서는 국경이란 물리적 제한이 무력하다. 유럽에서는 민간의 상업 텔레비전을 허락하지 않는 나라가 있었으나, 영해(領海) 밖에서 전파를 보내는 해적(海賊) 방송국을 단속하는 방법은 없었던 것이다.  따라서 정보에 대한 여러 가지 국가의 제한은 차차 무력해질 것이다. 그렇게 때문에 정보산업의 발전은 현재의 국경의 개념을 바꾸고, 국방 관계도 지금과는 많은 차이가 있는 양상을 가져올 것으로 예상되는 것이다.

## 같이 보기
- 지식 재산권
- 지식 노동자